# Stella Gniezno (piłka nożna)
KS Stella Gniezno – sekcja piłki nożnej klubu sportowego Stella Gniezno powstała w 1915 roku. Rozwiązana w 1974 roku.

## Historia
Na walnym zgromadzeniu 6 stycznia 1916 roku wybrano zarząd, który przyjął nazwę klubu Stella, a na prezesa wybrany został Wacław Wrześniewicz. Początkowy okres działalność sekcji piłkarskiej jest mało znany, dopiero w 1921 roku, Stella figuruje wśród 25 drużyn jakie zrzeszał PozOZPN. W tym samym 1921 roku, bierze udział w rozgrywkach Kl "A" (wówczas najwyższa klasa rozgrywkowa) i zajmuje - 3 miejsce, za Wartą Poznań i Ostrovią. W 1922 roku, Stella zajmuje ostatnie w Kl "A" - 6 miejsce i spada do Kl. "B". W latach 1923–1930 piłkarze Stelli Gniezno grają na niższych szczeblach, by w 1930 roku, wywalczyć ponowny awans do Kl. "A". W tej najwyższej klasie rozgrywkowej (po I lidze, która istniała już od 1927 roku), grają przez trzy sezony 1931, 1932 i 1933. W 1921 zdobywając nawet - 2 miejsce, za Legią Poznań. W 1934 roku, następuje degradacja do Kl "B" i dopiero w 1937 roku, wywalcza ponownie awans do Kl. "A". W 1938 roku Stella zostaje Mistrzem Kl "A" i awansuje do Ligi Okręgowej, która od sezonu 1936/1937 jest najwyższą klasą rozgrywek po I lidze. W 1939 roku, rozgrywki kończy jednak na ostatnim, spadkowym miejscu.

### Okres powojenny
W okresie kwietnia-sierpnia 1945 roku, kiedy jeszcze kształtowały się władze PozOZPN, KS Stella Gniezno wznowił działalność. PozOZPN zarejestrował w tym czasie 69 klubów piłkarskich i natychmiast przystąpił do eliminacji, celem przydzielenia zespołów do poszczególnych klas rozgrywkowych. Stella Gniezno została zakwalifikowana do Kl "B", w której znalazł się też inny klub gnieźnieński KKS (Kolejowy Klub Sportowy). W okresie stalinowskiej "unifikacji sportu" 1948/1949 Stellę przydzielono do Zrzeszenia Sportowego "Spójnia". Drużyna była już na tyle silna, że grała w Kl "A", a kiedy 1953 roku, utworzono ligę międzywojewódzką (ówczesną III ligę) Spójnia do niej awansowała. W lidze międzywojewódzkiej grała przez trzy sezony, zajmując kolejno: w 1953 r. - 6. miejsce, w 1954 r. - 9. miejsce, w 1955 (już pod nazwą Sparta) - 10 miejsce. W 1956 roku, zlikwidowano ligę międzywojewódzką, a w jej miejsce utworzono ligę okręgową (nadal jest to III szczebel rozgrywek), w której tym razem KKS Stella Gniezno zajęła - 9. miejsce. W 1957 drużyna Stelli gra bardzo słabo i ostatecznie kończy sezon na - 11. miejscu i wraz z Spartą Szamotuły spada do kl. "A". W sezonach 1958-1965/1966 drużyna Stelli gra z różnym powodzeniem w Kl "A". W związku z utworzeniem w sezonie 1966/1967 nowej ligi międzywojewódzkiej (III ligi) drużynę Stelli dokooptowano do ligi okręgowej (jest to już jednak IV stopień rozgrywek), którą kończy na wysokim - 3. miejscu, za Górnikiem Konin i Lechem II Poznań.
W sezonach 1967/1968-1973/1974 KKS Stella Gniezno nie odgrywał już większej roli, grając na przemian w lidze okręgowej i spadając do Kl "A". W 1974 roku rozwiązano sekcję piłkarską, której tradycje kontynuuje nowo powstały w tymże roku Mieszko Gniezno.

## Sukcesy
- Trzy sezony w II lidze (wówczas liga międzywojewódzka) - w 1953 - 6 miejsce, w 1954 - 9 miejsce, w 1955 - 10 miejsce.
- W latach 1956–1957 wskutek likwidacji ligi międzywojewódzkiej Stela grała w lidze okręgowej (wówczas III stopień rozgrywek) zajmując kolejno 9 i 11 miejsce.
- Puchar Polski - 1/16 w sezonie 1953/1954 - Stella Gniezno - AKS II Chorzów 2-0, Stella Gniezno - Garbarnia Kraków 2-4[1].